# Bahía de Cucao
La bahía de Cucao es un accidente geográfico costero en la zona occidental de la Isla Grande de Chiloé, en la comuna de Chonchi, en el sur de Chile.
Tiene una extensión total de 60 km de largo, enfrentando al océano Pacífico, y consta de extensas playas (angostas en el sur y más anchas hacia el norte). En su costa se presentan cuatro sectores poblados principales, que de norte a sur son: Huentemó, Chanquín, Cucao y Rahue. El litoral de la bahía presenta estrechas planicies litorales que están expuestas a fuertes oleajes y vientos, varios lagos y ríos que en su mayoría desembocan en el mar (como el Huillinco-Cucao), y un relieve montañoso hacia el interior, de no más de 850 metros de altura sobre el nivel del mar.
Las principales actividades económicas en la bahía de Cucao son la extracción de machas, la pesca de corvina, la recolección de algas (cochayuyo, luche, sargazo y luga), la extracción artesanal de oro y el turismo.
En el extremo sur de la bahía, en punta Pirulil, se localiza el Muelle de las Almas, obra artística inspirada en las ánimas de Cucao.